# The Studio Albums 1967–1968
A The Studio Albums 1967–1968 című lemez a Bee Gees együttes diszkográfiájának negyvenharmadik lemeze.

A 3x2 CD-t tartalmazó box set a "Bee Gees First", a "Horizontal" és az "Idea" nagylemezeket tartalmazza. Az első CD-n a stúdióban rögzített sztereó és mono változat található, a második CD-n pedig bónuszként olyan számok, amik a nagylemezhez íródtak, de előzőleg vagy nem jelentek még meg egyáltalán, vagy csak kislemezen és válogatáslemezeken jelentek meg.

## Az album dalai
CD 1: Bee Gees First Expanded & remastered
1. Turn of the Century (Barry és Robin Gibb) sztereó változat –  2:30
2. Holiday (Barry és Robin Gibb) sztereó változat –  2:58
3. Red Chair, Fade Away (Barry és Robin Gibb) sztereó változat –  2:21
4. One Minute Woman (Barry és Robin Gibb) sztereó változat –  2:21
5. In My Own Time (Barry és Robin Gibb) sztereó változat –  2:18
6. Every Christian Lion Hearted Man Will Show You (Barry, Robin és Maurice Gibb)  sztereó változat –  3:41
7. Craise Finton Kirk Royal Academy of Arts (Barry és Robin Gibb) sztereó változat –  2:20
8. New York Mining Disaster 1941 (Barry és Robin Gibb) sztereó változat –  2:14
9. Cucumber Castle (Barry és Robin Gibb) sztereó változat –  2:08
10. To Love Somebody (Barry és Robin Gibb) sztereó változat –  3:04
11. I Close My Eyes (Barry, Robin és Maurice Gibb)  sztereó változat –  2:27
12. I Can't See Nobody (Barry és Robin Gibb) sztereó változat –  3:48
13. Please Read Me (Barry és Robin Gibb) sztereó változat –  2:19
14. Close Another Door (Barry, Robin és Maurice Gibb)  sztereó változat –  3:34
15. Turn of the Century (Barry és Robin Gibb) mono változat –  2:30
16. Holiday  (Barry és Robin Gibb) mono változat –  2:58
17. Red Chair, Fade Away (Barry és Robin Gibb) mono változat –  2:21
18. One Minute Woman (Barry és Robin Gibb) mono változat –  2:20
19. In My Own Time (Barry és Robin Gibb) mono változat –  2:18
20. Every Christian Lion Hearted Man Will Show You (Barry, Robin és Maurice Gibb)  mono változat –  3:41
21. Craise Finton Kirk Royal Academy of Arts (Barry és Robin Gibb) mono változat –  2:22
22. New York Mining Disaster 1941 (Barry és Robin Gibb) mono változat –  2:13
23. Cucumber Castle (Barry és Robin Gibb) mono változat –  2:06
24. To Love Somebody (Barry és Robin Gibb) mono változat –  3:04
25. I Close My Eyes (Barry, Robin és Maurice Gibb) mono változat –  2:26
26. I Can't See Nobody (Barry és Robin Gibb) mono változat –  3:48
27. Please Read Me (Barry és Robin Gibb) mono változat –  2:18
28. Close Another Door (Barry, Robin és Maurice Gibb) mono változat –  3:25

CD 2: Bee Gees First (Bonus)
1. Turn of the Century (Barry és Robin Gibb)  előzőleg nem jelent meg / korai változat –  2:23
2. One Minute Woman (Barry és Robin Gibb) előzőleg nem jelent meg / korai változat –  2:20
3. Gilbert Green (Barry és Robin Gibb) előzőleg nem jelent meg – 3:08
4. New York Mining Disaster 1941 (Barry és Robin Gibb)  előzőleg nem jelent meg / első verzió – 2:03
5. House of Lords (Barry, Robin és Maurice Gibb) előzőleg nem jelent meg – 2:50
6. Cucumber Castle (Barry és Robin Gibb) előzőleg nem jelent meg / korai változat –  2:03
7. Harry Braff (Barry, Robin és Maurice Gibb) előzőleg nem jelent meg / korai másik változat – 3:10
8. I Close My Eyes (Barry, Robin és Maurice Gibb) előzőleg nem jelent meg / korai változat –  2:28
9. I've Got to Learn (Barry, Robin és Maurice Gibb) előzőleg nem jelent meg – 2:50
10. I Can't See Nobody (Barry és Robin Gibb) előzőleg nem jelent meg / alternatív változat – 3:51
11. All Around My Clock (Barry, Robin és Maurice Gibb) előzőleg nem jelent meg – 2:00
12. Mr. Wallor's Wailing Wall (Barry és Robin Gibb) előzőleg nem jelent meg – 2:38
13. Craise Finton Kirk Royal Academy of Arts (Barry és Robin Gibb)előzőleg nem jelent meg / másik változat – 2:17
14. New York Mining Disaster 1941 (Barry és Robin Gibb) előzőleg nem jelent meg / második változat – 2:39

CD 3: Horizontal Expanded & remastered
1. World (Barry, Robin és Maurice Gibb) sztereó változat –  3:14
2. And the Sun Will Shine (Barry, Robin és Maurice Gibb) sztereó változat –  3:38
3. Lemons Never Forget (Barry, Robin és Maurice Gibb)  sztereó változat –  3:05
4. Really and Sincerely (Barry, Robin és Maurice Gibb) sztereó változat –  3:31
5. Birdie Told Me (Barry, Robin és Maurice Gibb) sztereó változat –  2:26
6. With the Sun in My Eyes (Barry, Robin és Maurice Gibb) sztereó változat –  2:42
7. Massachusetts (Barry, Robin és Maurice Gibb) sztereó változat –  2:28
8. Harry Braff  (Barry, Robin és Maurice Gibb) sztereó változat –  3:20
9. Day Time Girl  (Barry, Robin és Maurice Gibb) sztereó változat – 2:36
10. The Earnest of Being George (Barry, Robin és Maurice Gibb) sztereó változat –  2:45
11. The Change Is Made (Barry, Robin és Maurice Gibb) sztereó változat –  3:37
12. Horizontal (Barry, Robin és Maurice Gibb) sztereó változat –  3:38
13. World (Barry, Robin és Maurice Gibb) mono változat –  3:19
14. And the Sun Will Shine (Barry, Robin és Maurice Gibb) mono változat –  3:30
15. Lemons Never Forget (Barry, Robin és Maurice Gibb) mono változat –  3:02
16. Really and Sincerely (Barry, Robin és Maurice Gibb) mono változat –  3:20
17. Birdie Told Me (Barry, Robin és Maurice Gibb) mono változat –  2:23
18. With the Sun in My Eyes (Barry, Robin és Maurice Gibb) mono változat –  2:39
19. Massachusetts (Barry, Robin és Maurice Gibb) mono változat –  2:23
20. Harry Braff (Barry, Robin és Maurice Gibb) mono változat –  3:16
21. Day Time Girl (Barry, Robin és Maurice Gibb) mono változat –  2:34
22. The Earnest of Being George (Barry, Robin és Maurice Gibb) mono változat –  2:40
23. The Change Is Made (Barry, Robin és Maurice Gibb) mono változat –  3:32
24. Horizontal (Barry, Robin és Maurice Gibb) mono változat –  3:30

CD 4: Horizontal (Bonus)
1. Out of Line (Barry, Robin és Maurice Gibb) előzőleg nem jelent meg – 3:02
2. Ring My Bell (Barry, Robin és Maurice Gibb) előzőleg nem jelent meg – 2:16
3. Barker of the U.F.O (Barry Gibb) – 1:53
4. Words (Barry, Robin és Maurice Gibb)  – 3:20
5. Sir Geoffrey Saved the World (Barry, Robin és Maurice Gibb) – 2:18
6. Sinking Ships (Barry, Robin és Maurice Gibb) – 2:23
7. Really and Sincerely (Barry, Robin és Maurice Gibb) előzőleg nem jelent meg / másik változat – 3:31
8. Swan Song (Barry, Robin és Maurice Gibb) előzőleg nem jelent meg / másik változat – 3:05
9. Mrs. Gillespie's Refrigerator (Barry és Robin Gibb) előzőleg nem jelent meg – 2:17
10. Deeply, Deeply Me (Barry és Robin Gibb) előzőleg nem jelent meg – 3:10
11. All My Christmases Came at Once (Barry, Robin és Maurice Gibb) előzőleg nem jelent meg – 3:01
12. Thank You for Christmas (Barry, Robin és Maurice Gibb) előzőleg nem jelent meg (TV adás felvétele) – 1:54
13. Medley: Silent Night/Hark the Herald Angels Sing (Barry, Robin és Maurice Gibb) előzőleg nem jelent meg – 2:44

CD 5: Idea Expanded & remastered
1. Let There Be Love (Barry, Robin és Maurice Gibb) sztereó változat –  3:36
2. Kitty Can (Barry, Robin és Maurice Gibb) sztereó változat –  2:43
3. In the Summer of His Years (Barry, Robin és Maurice Gibb) sztereó változat –  3:14
4. Indian Gin and Whisky Dry (Barry, Robin és Maurice Gibb) sztereó változat –  2:05
5. Down to Earth (Barry, Robin és Maurice Gibb) sztereó változat –  2:36
6. Such a Shame (Barry, Robin és Maurice Gibb) sztereó változat –  2:29
7. I've Gotta Get a Message to You (Barry, Robin és Maurice Gibb) sztereó változat –  3:01
8. Idea (Barry, Robin és Maurice Gibb) sztereó változat –  2:57
9. When the Swallows Fly (Barry, Robin és Maurice Gibb) sztereó változat –  2:36
10. I Have Decided to Join the Airforce (Barry, Robin és Maurice Gibb) sztereó változat –  2:17
11. I Started a Joke (Barry, Robin és Maurice Gibb) sztereó változat –  3:12
12. Kilburn Towers (Barry, Robin és Maurice Gibb) sztereó változat –  2:22
13. Swan Song (Barry, Robin és Maurice Gibb) sztereó változat –  3:03
14. Let There Be Love (Barry, Robin és Maurice Gibb) mono változat –  3:32
15. Kitty Can (Barry, Robin és Maurice Gibb) mono változat –  2:37
16. In the Summer of His Years (Barry, Robin és Maurice Gibb) mono változat –  3:09
17. Indian Gin and Whisky Dry (Barry, Robin és Maurice Gibb) mono változat –  2:00
18. Down to Earth (Barry, Robin és Maurice Gibb) mono változat –  2:33
19. Such a Shame (Barry, Robin és Maurice Gibb) mono változat –  2:31
20. I've Gotta Get a Message to You (Barry, Robin és Maurice Gibb) mono változat –  2:56
21. Idea (Barry, Robin és Maurice Gibb) mono változat –  2:57
22. When the Swallows Fly (Barry, Robin és Maurice Gibb) mono változat –  2:28
23. I Have Decided to Join the Airforce (Barry, Robin és Maurice Gibb) mono változat –  2:13
24. I Started a Joke (Barry, Robin és Maurice Gibb) mono változat –  3:09
25. Kilburn Towers mono változat –  2:20
26. Swan Song (Barry, Robin és Maurice Gibb) mono változat –  2:55

CD 6: Idea (Bonus)
1. Chocolate Symphony (Barry, Robin és Maurice Gibb) előzőleg nem jelent meg – 2:46
2. I've Gotta Get a Message to You (Barry, Robin és Maurice Gibb) mono kislemez változat- 3:04
3. Jumbo (Barry, Robin és Maurice Gibb) – 2:11
4. The Singer Sang His Song (Barry, Robin és Maurice Gibb) – 3:21
5. Bridges Crossing Rivers (Barry és Robin Gibb) előzőleg nem jelent meg – 2:10
6. Idea (Barry, Robin és Maurice Gibb) előzőleg nem jelent meg / másik változat – 2:50
7. Completely Unoriginal (Barry, Robin és Maurice Gibb) előzőleg nem jelent meg 3:37
8. Kitty Can (Barry, Robin és Maurice Gibb) előzőleg nem jelent meg / alternatív felvétel – 2:40
9. Come Some Christmas Eve or Halloween (Barry, Robin és Maurice Gibb) előzőleg nem jelent meg – 3:32
10. Let There Be Love (Barry, Robin és Maurice Gibb) előzőleg nem jelent meg / alternatív felvétel – 3:36
11. Gena's Theme (Barry, Robin és Maurice Gibb) – 3:33
12. Another Cold and Windy Day (Coke Spot #1) előzőleg nem jelent meg – 0:57
13. Sitting in the Meadow (Coke Spot #2) előzőleg nem jelent meg – 1:00

## Közreműködők
- Barry Gibb – ének, gitár
- Robin Gibb – ének
- Maurice Gibb – gitár, billentyűs hangszerek, ének

## Az album dalaiból megjelent kislemezek, EP-k, promok
- Promo CD (válogatás a 6CD-s lemezről) (New York Mining Disaster 1941, I Can't See Nobody, To Love Somebody, Holiday, Turn Of The Century, Gilbert Green, World, Massachusetts, Words, And The Sun Will Shine, Ring My Bell, Out Of Line, I've Gotta Message To You, I Started A Joke, Chocolate Symphony, The Singer Sang His Song Amerikai Egyesült Államok Reprise 347BEEG 2006